# Ferraguig
Ferraguig est une commune de la wilaya de Mascara en Algérie